# Katharine Ogden
Katharine Ogden (* 17. November 1997) ist eine ehemalige US-amerikanische Skilangläuferin.

## Werdegang
Ogden nahm bis 2014 an Juniorenrennen teil. Im Januar 2014 startete sie in Soldier Hollow erstmals bei der US Super Tour. Dabei belegte sie den siebten Platz über 10 km klassisch. Zu Beginn der Saison 2014/15 kam sie in West Yellowstone mit dem zweiten Platz über 10 km Freistil erstmals aufs Podium. Im weiteren Saisonverlauf erreichte sie in Bozeman mit dem dritten Platz im 10-km-Massenstartrennen erneut eine Podestplatzierung und errang zum Saisonende den zehnten Platz in der Gesamtwertung. Bei den Nordischen Junioren-Skiweltmeisterschaften 2015 in Almaty belegte sie den 11. Platz über 5 km Freistil, den achten Rang mit der Staffel und den sechsten Platz im Skiathlon. Zu Beginn der Saison 2015/16 holte sie in West Yellowstone über 10 km Freistil ihren ersten Sieg bei der US Super Tour. Es folgte ein dritter Platz im 20-km-Massenstartrennen in Houghton und zum Saisonende den achten Platz in der Gesamtwertung. Im Februar 2016 errang sie bei den Nordischen Junioren-Skiweltmeisterschaften in Râșnov über 5 km klassisch und über 10 km Freistil jeweils den 13. Platz und mit der Staffel den achten Platz. Ihr Weltcupdebüt hatte sie Anfang März 2016 bei der Ski Tour Canada, die sie auf dem 36. Platz beendete. Dabei holte sie mit dem 15. Platz bei der Abschlussetappe ihre ersten Weltcuppunkte. Dies ist zugleich ihre beste Platzierung im Weltcupeinzel. Nach zweiten Plätzen bei der US Super Tour in West Yellowstone über 10 km klassisch und in Soldier Hollow im 20-km-Massenstartrennen in der Saison 2016/17, holte sie bei den Nordischen Junioren-Skiweltmeisterschaften 2017 in Soldier Hollow im Skiathlon und mit der Staffel jeweils die Bronzemedaille. Über 5 km Freistil wurde sie Fünfte.
In der Saison 2019/20 holte Ogden bei der US Super Tour und beim Nor-Am-Cup drei Siege. Zudem errang sie jeweils zweimal den zweiten und dritten Platz und erreichte damit den sechsten Platz in der Gesamtwertung des Nor-Am-Cups und den fünften Rang in der Gesamtwertung der US Super Tour. Im Weltcup lief sie bei der Tour de Ski 2019/20 auf den 28. Platz und bei der Skitour auf den 42. Rang. In der folgenden Saison kam sie auf den 53. Platz beim Ruka Triple und auf den 23. Rang bei der Tour de Ski 2021. Beim Saisonhöhepunkt, den nordischen Skiweltmeisterschaften 2021 in Oberstdorf, errang sie den 37. Platz im 30-km-Massenstartrennen und den 32. Platz im Skiathlon. In ihrer letzten Saison als aktive Sportlerin 2021/22 wurde sie mit vier ersten und zwei zweiten Plätzen Vierte in der Gesamtwertung der US Super Tour.

## Siege bei Continental-Cup-Rennen
| Nr. | Datum             | Ort              | Disziplin            | Serie                        |
| --- | ----------------- | ---------------- | -------------------- | ---------------------------- |
| 1.  | 28. November 2015 | West Yellowstone | 10 km Freistil       | US Super Tour                |
| 2.  | 7. Dezember 2019  | Canmore          | 5 km klassisch       | Nor-Am-Cup und US Super Tour |
| 3.  | 14. Dezember 2019 | Sun Valley       | Sprint klassisch     | US Super Tour                |
| 4.  | 26. Januar 2020   | Craftsbury       | 10 km klassisch Mst. | US Super Tour                |
| 5.  | 7. Januar 2022    | Midway           | Sprint klassisch 1   | US Super Tour                |
| 6.  | 29. Januar 2022   | Lake Placid      | Sprint klassisch     | US Super Tour                |
| 7.  | 4. Februar 2022   | Craftsbury       | Sprint Freistil      | US Super Tour                |
| 8.  | 5. Februar 2022   | Craftsbury       | 10 km klassisch      | US Super Tour                |